# オスターブルケン
オスターブルケン (ドイツ語: Osterburken, ドイツ語発音: [ɔstɐˈbʊrkn̩]) は、ドイツ連邦共和国バーデン＝ヴュルテンベルク州ネッカー＝オーデンヴァルト郡に属す小都市。リーメス沿いに位置し、ローマ時代の出土品が多く発見されることから「ローマ都市」とも呼ばれる。

## 地理
市域は、オーデンヴァルトとヤクスト川渓谷の間、標高240mから392mのバウラント地方、キルナウ川の流域に位置する。

### 市の構成
オスターブルケンは、ボフスハイム、ヘムスバッハ、オスターブルケン、シュリーアシュタットの各地区からなる。

## 歴史
現在のこの都市周辺の地域には、紀元前4000年頃の新石器時代に初めて人が定住したと考えられている。150年頃にローマ人は、オーバーゲルマニッシュ・リーメスを初めとする国境の防衛施設を造営した。継続的な定住が始まったのは、260年頃のアレマン人からであると推測される。オスターブルケンは、822年に初めて文献上に記録された。
シトー会は、1236年にゼーリゲンタール修道院を創設した。リーネック＝ローテンフェルス家の最後の伯が亡くなった後、甥のウルリヒ2世フォン・ハーナウが、オスターブルケンのブルクハイムを獲得した。皇帝カール４世は、1356年1月9日のニュルンベルク帝国議会で、オスターブルケンに都市権及び市場開催権を与えた。ウルリヒ4世は、オスターブルケンを1376年にマインツ大司教ルートヴィヒに売却した。1463年、マインツ司教区フェーデの際、オスターブルケンは戦略上意味もないのに包囲された。1552年の辺境伯戦争で、シトー派修道院は破壊された。三十年戦争の終わりにはオスターブルケンも戦場となり、ペストが蔓延した。
帝国代表者会議主要決議により、オスターブルケンはライニンゲン侯領の都市となり、役所が置かれた。3年後にライン同盟でこれが解体されると、この都市はバーデン大公領に編入された。最初はオスターブルケンに行政局が置かれたが、1826年にはアーデルスハイムの行政局の管轄に移された。 1848年3月の革命では、オスターブルケンでも、革命側の暴徒がライニンゲン侯のマリエンヘーエ農場を焼き討ちした。

### 宗教
オスターブルケンには、ローマ・カトリックとプロテスタントの教会組織がある。

### 市町村合併
- 1971年: ヘムスバッハ
- 1974年: ボフスハイム
- 1975年: シュリーアシュタット

## 行政

### 市議会
オスターブルケンの市議会は、16議席からなる。

### 友好都市
- Hondschoote（フランス、ノール県）

## 文化と見所

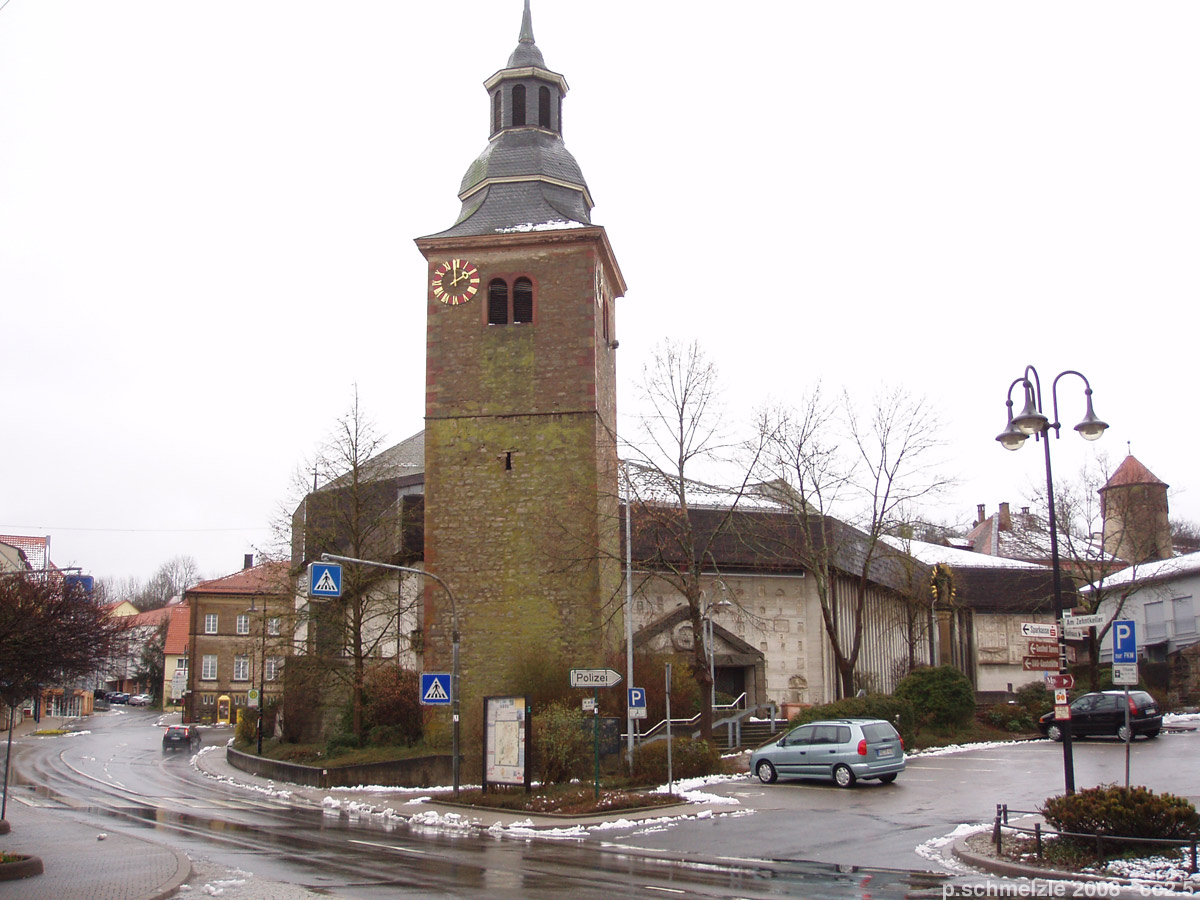
キリアン教会

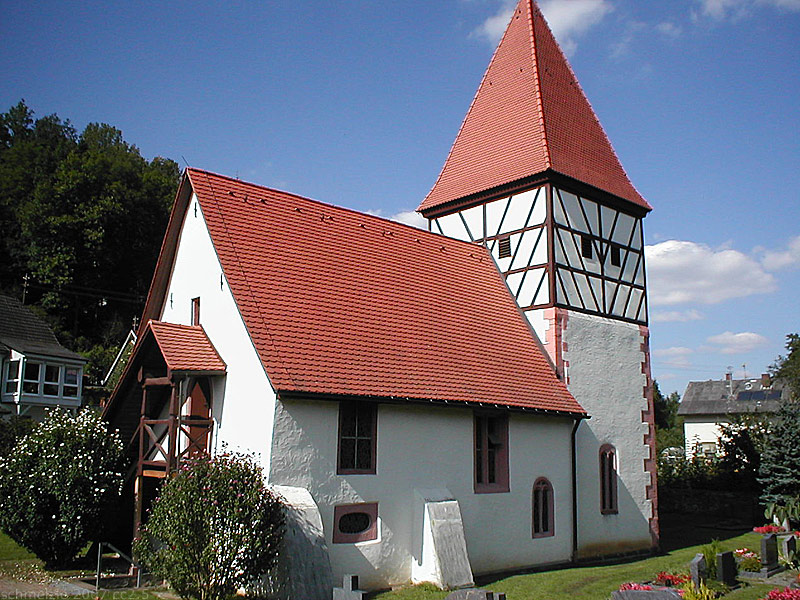
ヘムスバッハ地区の聖マウリティウス教会

### ローマ城塞とローマ博物館
オスターブルケン近郊に、2005年にユネスコの世界遺産に「ローマ帝国の国境線」として登録されたオーバーゲルマニッシュ＝レティシャー・リーメスの一部である、ローマ時代のオスターブルケン城塞およびその周辺遺跡がある。付城、空堀、神殿を持つこの歩兵隊の城塞は、南西ドイツにおける最も充実したローマ帝国植民地の遺跡の一つである。

城塞の浴場跡は、発掘後博物館に収められた。博物館では、オスターブルケンで発掘された貴重な古代の出土品の複製も見ることができる。この中にはミトラ神を彫ったレリーフもある。オリジナルな出土品は、現在カールスルーエのバーデン州立博物館に収められている。
オスターブルケン・ローマ博物館は、2006年にリーメス・インフォメーションセンターとして改築拡張され、リニューアル・オープンした。この博物館は、バーデン＝ヴュルテンベルク州立古代史博物館の外郭施設となっている。

### マリエンヘーエのHistotainmentpark Adventon
かつての、ライニンゲン侯のマリエンヘーエ農場跡に、2004年にHistotainmentpark Adventonがオープンした。これは、広さ40ha以上の敷地に古代史を体験できるアトラクションを設けた歴史テーマパークで、騎馬試合、中世市場、魔法使いの夜といった施設がある。

### 建築
オスターブルケンの中心にカトリックのキリアン教会がある。歴史的な鐘塔は、1846年の先代の建築から引き継いだ部分である。この教会は、1970年から1974年に、コンクリートのファサードに何枚ものレリーフ彫刻を埋め込んだコンクリート建築として建設された新しい建物である。教会の近くに建つ15世紀の基礎をもつ市塔は、この町のランドマークである。この他のオスターブルケンに遺る歴史的建造物には、1748年にかつては貧困者墓地の建物であったブルネン地区の八角形のキリアン礼拝堂や、その近くに中世から建つ市の水車小屋などがある。
オスターブルケン区の外の重要な建築物として、ヘムスバッハ区の聖マウリティウス教会がある。この教会は1281年にはすでに記録が遺された教会で、19世紀までは巡礼地であった。

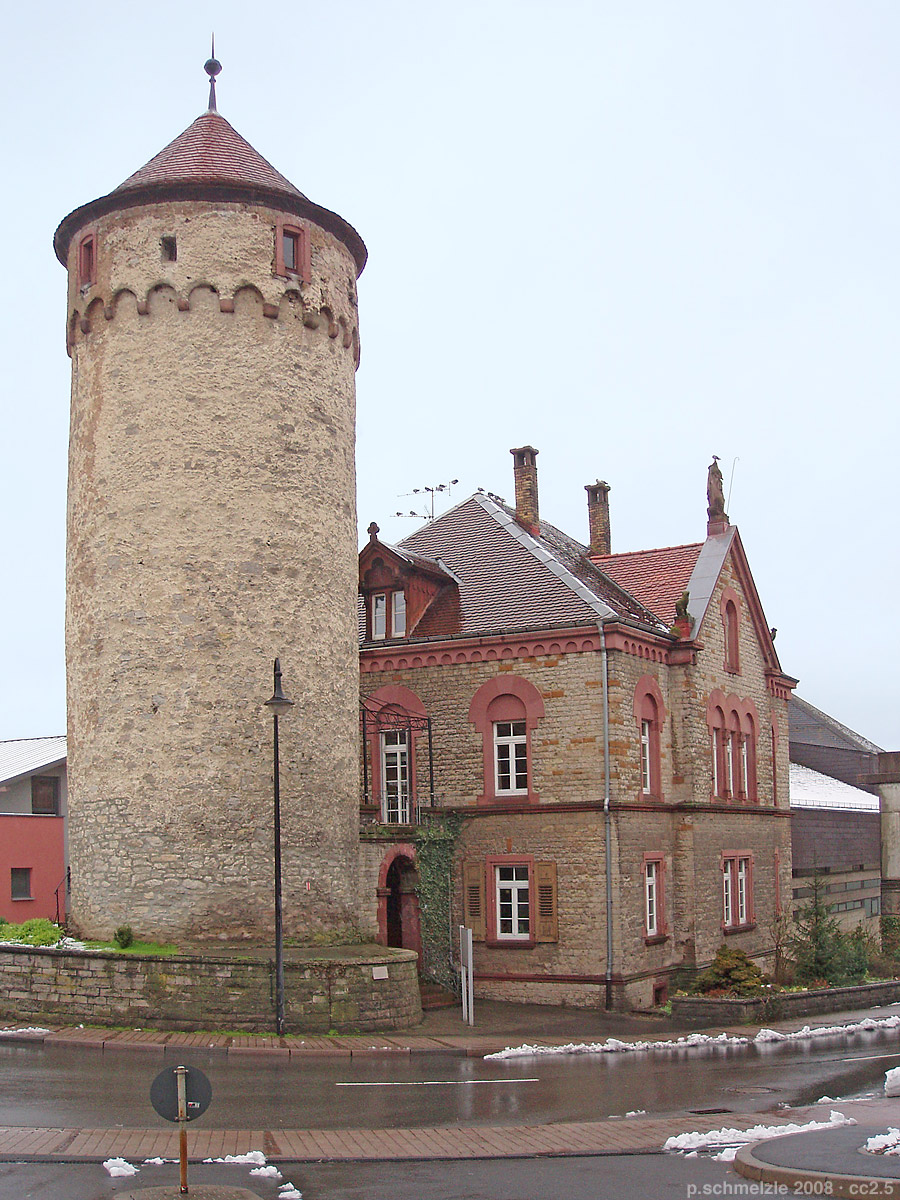
市塔
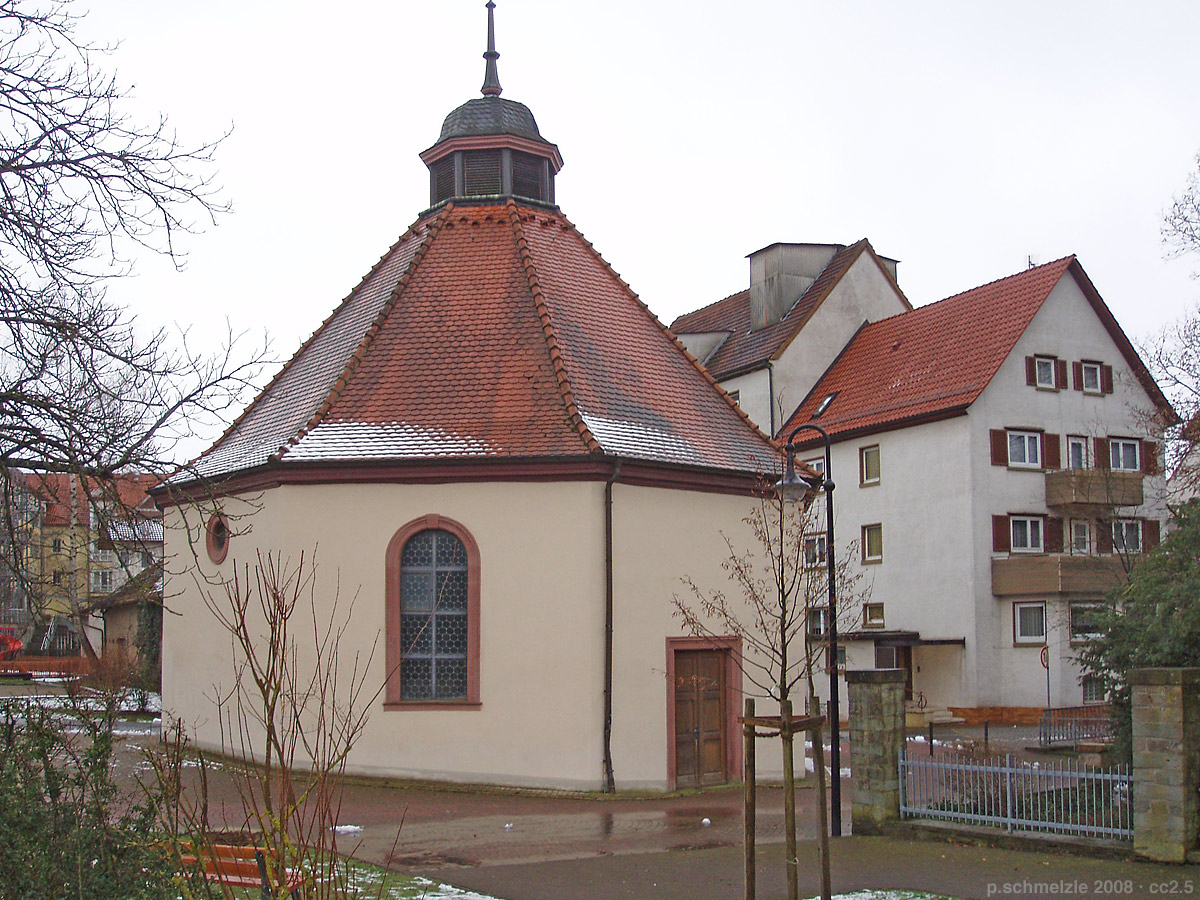
キリアン礼拝堂

### 劇場
バーディシュ・ランデスビューネが定期的にバウラントハレで客演公演を行っている。

## 経済と社会資本

### 交通
オスターブルケンには、連邦アウトバーンA81号シュトゥットガルト - ハイルブロン - ヴュルツブルク線の同名のインターチェンジがある（中心部から約4km）。この他に連邦道B292号線（モースバッハ - アーデルスハイム - バート・メルゲントハイム）が市内を走っている。
オスターブルケンは、鉄道の接続ポイントである。フランケン鉄道シュトゥットガルト - ヴュルツブルク線とネッカーエルツ - オスターブルケン線がここで接続している。後者については、この町がラインネッカーSバーン S1系統路線の終着点である。

### 地元企業
果汁飲料メーカー Erwin Dietz GmbH（商標名はDietz Fruchtsäfte）がオスターブルケンに本社を置く。この会社は、酒造メーカーカールスバーグの子会社である。

### 教育
オスターブルケンには、通常の基礎学校、本課学校の他、ギムナジウムと実業学校がある。また、養護学校アシュトリト＝リンドグレン＝シューレもある。

## 引用
1. ↑  Statistisches Landesamt Baden-Württemberg – Bevölkerung nach Nationalität und Geschlecht am 31. Dezember 2023 (CSV-Datei)
2. ↑  Max Mangold, ed (2005). Duden, Aussprachewörterbuch (6 ed.). Dudenverl. p. 604. ISBN 978-3-411-04066-7